# Nawābganj (ort i Indien, Bareilly)
Nawābganj är en ort i Indien.   Den ligger i distriktet Bareilly och delstaten Uttar Pradesh, i den norra delen av landet, 240 km öster om huvudstaden New Delhi. Nawābganj ligger 184 meter över havet och antalet invånare är 34 134.
Terrängen runt Nawābganj är mycket platt. Runt Nawābganj är det tätbefolkat, med 591 invånare per kvadratkilometer. Närmaste större samhälle är Pīlībhīt, 19,3 km nordost om Nawābganj. Trakten runt Nawābganj består till största delen av jordbruksmark.